# Fossombroniaceae
Fossombroniaceae là một họ rêu trong bộ Fossombroniales.

## Phân loại
- Austrofossombronia
- Fossombronia
- Petalophyllum
- Simodon